# Madame Croque-maris
Pour plus de détails, voir Fiche technique et Distribution.
Madame Croque-maris (What a Way to Go!) est un film américain réalisé par J. Lee Thompson, sorti en 1964.

## Synopsis
Louisa se rend au bureau des impôts afin de faire une donation de plus de 200 millions de dollars à l'État américain. Le préposé croit d'abord à une blague, puis on lui conseille d'aller se soigner auprès d'un psychanalyste. Elle le fait et évoque donc sa vie et ses quatre mariages qui se sont tous terminés tragiquement en quatre flash-back :
Premier flash-back : la mère de Louisa souhaite que sa fille réalise un mariage d'argent : elle la pousse dans le bras de Leonard Crawley, le commerçant le plus riche de la ville. Mais Louisa refuse et préfère flirter puis se marier avec Edgar Hopper, un ancien camarade de classe qui se contente d'une vie très simple en vivotant d'un petit commerce. Tout se passe bien jusqu'au jour où Crawley vient narguer Edgar, lequel vexé se met à travailler d'arrache-pied afin de faire fructifier sa petite affaire. Il le fera tant et si bien qu'il deviendra millionnaire, ruinera Crawley mais négligera son épouse et finira par mourir d'épuisement.
Deuxième flash-back : Louisa se rend à Paris, où elle rencontre Larry Flint un peintre avant gardiste qui est également chauffeur de taxi. Ils se marient et mènent une vie de bohème. Larry après avoir essayé plusieurs techniques de peinture (y compris la collaboration d'une guenon) invente une machine articulée qui convertit les sons en peinture. Un jour, Louisa se rend dans son atelier et passe de la musique de Mendelssohn puis de Beethoven. La machine produit alors une très belle peinture abstraite qui se vend avec succès. La carrière de Larry en est transformée et il améliore sa machine, tandis qu'il est adulé par les marchands d'art, les propriétaires de galeries et les critiques. Comme son prédécesseur, le succès lui monte à la tête et il néglige son épouse. Un jour voulant réparer une anomalie de sa machine, celle-ci l'étrangle avec ses câbles.
Troisième flash-back : encore plus riche, mais plus déprimée, Louisa décide de rentrer aux États-Unis. Cependant, elle manque son vol, mais le richissime Rod Anderson lui offre de prendre place dans son avion privé. Ils tombent amoureux l'un de l'autre et se marient. Ils mènent alors une vie de luxe inouï multipliant réceptions mondaines et toilettes somptueuses. Louisa craint alors de le perdre comme elle a perdu ses deux précédents époux et réussit à convaincre Rod de tout vendre et de se retirer dans une petite ferme avec quelques vaches et quelques poules. C'est alors que Rod s'apprête à traire une vache qu'un taureau furieux le catapulte hors de l'étable avec une telle violence qu'il en tombe raide mort.
Quatrième flash-back : veuve pour la troisième fois Louisa encontre Pinky Benson dans un rade. Il y exécute chaque soir une attraction minable en costume de clown qui indiffère les consommateurs. Une fois de plus, Louisa tombe amoureuse et ils se marient. Ils vivent heureux sur une vieille péniche. Le jour de l'anniversaire de Pinky, Louisa veut lui faire une petite fête et lui suggère afin de gagner du temps de ne pas se maquiller pour son numéro. Contre toute attente, les spectateurs acclament Pinky qui très vite va accéder au vedettariat et devenir 'une des plus grandes stars d'Hollywood. Il néglige sa femme dans sa quête de gloire et finira piétiné à mort par ses fans en délire après la première de son dernier film.
Épilogue : le psychiatre propose à Louisa de se marier avec lui, elle refuse et il s'assomme accidentellement. Le concierge accourt, celui-ci n'est autre que Leonard Crawley complètement ruiné. Ils se marient et vivent modestement dans une petite ferme avec leurs quatre enfants. Un jour Léonard endormi au volant de son tracteur fait jaillir du pétrole dans son champ. Il crie de joie pensant qu'il a retrouvé la richesse, pendant que Louisa se dit que sa malédiction a encore frappé. Mais il s'agissait d'une fausse alerte, Léonard avait simplement percé accidentellement le pipeline de la compagnie pétrolière locale...

## Fiche technique
- Titre : Madame Croque-maris
- Titre original : What a Way to Go!
- Réalisation : J. Lee Thompson, assisté de John Flynn (non crédité)
- Scénario : Betty Comden et Adolph Green d’après une histoire de Gwen Davis
- Musique : Nelson Riddle
- Direction musicale : Arthur Morton
- Chorégraphie : Gene Kelly
- Direction de la photographie : Leon Shamroy
- Décors : Ted Haworth, Jack Martin Smith
- Costumes : Edith Head pour Shirley MacLaine, Moss Mabry pour les hommes
- Montage : Marjorie Fowler
- Pays de production :  États-Unis
- Langues de tournage : anglais, français
- Producteur : Arthur P. Jacobs
- Société de production : Apjac-Orchard Productions
- Société de distribution : Twentieth Century Fox
- Format : noir et blanc et couleur par DeLuxe — 2.35:1 CinemaScope — monophonique (Westrex Recording System) — 35 mm
- Genre : comédie noire
- Durée : 111 min
- Date de sortie : 
  - États-Unis : 12 mai 1964
- Affiche : Vanni Tealdi (France)

## Distribution
- Shirley MacLaine  (VF : Nicole Riche) : Louisa May Foster
- Paul Newman (VF : Michel Roux) : Larry Flint
- Robert Mitchum  (VF : Roger Treville) : Rod Anderson Jr.
- Dean Martin (VF : Claude Bertrand) : Leonard « Lennie » Crawley
- Gene Kelly  (VF : Roger Rudel) : Pinky Benson
- Dick Van Dyke (VF : Bernard Woringer) : Edgar Hopper
- Maurice Marsac : Rene
- Robert Cummings  (VF : Jacques Deschamps) : le docteur Victor Stephanson
- Dick Wilson  (VF : Philippe Dumat)  : Driscoll
- Tom Conway  (VF : Gérard Férat) : Lord Kensington
- Mark Bailey (VF : Michel Gatineau) : Marc, le pilote
- Lou Nova (VF : Fernand Rauzena) : Trentino
- Wally Vernon (VF : Georges Hubert) : l'agent
- Marcel Hillaire (VF : René Fleur) : l'avocat français
- et avec les voix françaises de :
  - Yves Brainville : Nicky
  - Michel Gudin : un chauffeur
  - Gérard Férat : un avocat
  - Paul Villé : un voisin des Anderson

## Distinction
- Festival international du film de Locarno 1964 : Prix pour la meilleure interprétation masculine à Gene Kelly.